# Mithion rubricoronatus
Mithion rubricoronatus är en spindelart som beskrevs av Embrik Strand 1911. Mithion rubricoronatus ingår i släktet Mithion och familjen hoppspindlar. Inga underarter finns listade i Catalogue of Life.